# Coffino
Der Coffino war ein Volumenmaß und als Getreidemaß auf Zypern in Anwendung. 
- 1 Coffino = 996 Pariser Kubikzoll = 19 ¾ Gramme[1]
- 1 Coffino = 17,6186 Liter[2] = 18 Liter[3]